# LGBT práva na Floridě

Duhová mapa Floridy

LGBT menšina se v americkém státě Florida setkává s právními komplikacemi neznámými pro většinové obyvatelstvo. Stejnopohlavní sexuální aktivita byla na Floridě dekriminalizována po rozhodnutí Nejvyššího soudu USA v kauze Lawrence vs. Texas dne 26. června 2003. Manželství osob stejného pohlaví je zde legální od 6. ledna 2015.